# Henning Bürger
Henning Bürger (* 16. Dezember 1969 in Zeulenroda) ist ein deutscher Fußballtrainer und ehemaliger -spieler.

## Sportliche Laufbahn
Der Sohn eines Sportlehrers erlernte in der Jugendzeit das Fußballspielen bei der BSG Motor Zeulenroda und beim FC Carl Zeiss Jena. Nach einer Zwischenstation im Herbst 1988 in der zweitklassigen DDR-Liga, in der er schon für die Zweite Mannschaft der Jenaer aufgelaufen war, bei der BSG Wismut Gera kehrte er im Winter 1988/89 zum FC Carl Zeiss zurück. Für die Jenaer absolvierte er 53 DDR-Oberliga-Spiele. Im Sommer 1989 wurde Bürger in die Fußball-Olympiaauswahl der DDR berufen, für die der FCC-Mittelfeldakteur bis zum April 1990 sieben Testspiele bestritt. Noch vor Beginn der Qualifikationsspiele für Olympia 1992 wurde die Mannschaft im Zuge der deutschen Wiedervereinigung zurückgezogen.
Anschließend spielte er in der 1. und 2. Fußball-Bundesliga sowie in der Regionalliga. Stationen waren  Schalke 04, der 1. FC Saarbrücken, der 1. FC Nürnberg, der FC St. Pauli und Eintracht Frankfurt. In der 1. Bundesliga stand Bürger 99 mal auf dem Platz und schoss dabei zwei Tore. Hinzu kommen 176 Zweitligapartien mit drei Treffern. Als Zweitligaspieler war er dreimal am Aufstieg in die 1. Bundesliga beteiligt: 1998 mit dem 1. FC Nürnberg, 2001 mit dem FC St. Pauli und 2003 mit Eintracht Frankfurt. In seiner letzten Saison als aktiver Spieler (2004/05) lief der Defensivspieler in seiner thüringischen Heimat für den Zweitligisten FC Rot-Weiß Erfurt auf.

## Trainerlaufbahn
Nachdem er seine Karriere beendet hatte, wurde er Trainer der A-Junioren des FC Carl Zeiss Jena. Aufgrund der sportlichen Misere des FC Carl Zeiss wurde er am 22. Dezember 2007 zum Nachfolger des erfolglosen Valdas Ivanauskas bestimmt. Unter seiner Regie erreichte Jena im Frühjahr 2008 das Halbfinale des DFB-Pokal 2007/08 (und schlug dabei u. a. den amtierenden Pokalsieger 1. FC Nürnberg und den amtierenden Meister VfB Stuttgart); jedoch konnte nicht verhindert werden, dass der Verein nach zwei Jahren wieder aus der 2. Bundesliga abstieg und so zu den Gründungsmannschaften der neuen 3. Liga gehörte.
Am 14. September 2008 wurde Bürger von seinem Amt als Trainer entbunden, nachdem Jena sein sechstes Spiel in der 3. Liga auf eigenem Platz mit 0:6 gegen VfB Stuttgart II verloren hatte.
Ab Januar 2010 war Bürger beim Drittligisten FC Ingolstadt 04 als Assistenztrainer tätig. Er unterschrieb einen Vertrag bis Sommer 2011. Nach fünf Monaten und dem gelungenen Aufstieg in die 2. Bundesliga verließ er den Verein aber wieder. Grund waren nach eigener Aussage Differenzen mit Cheftrainer Michael Wiesinger. Seit 1. Juli 2011 ist Bürger Trainer der U23 von Eintracht Braunschweig. Während der Saison 2015/16 vertrat er zusätzlich Darius Scholtysik als Co-Trainer der ersten Mannschaft der Eintracht. Nachdem die zweite Mannschaft aufgrund des Abstiegs der Profis in die 3. Liga in die Oberliga Niedersachsen zwangsabsteigen musste, verließ Bürger den Verein am 30. Juni 2018. Daraufhin arbeitete er über ein Jahr lang an der Seite von Steffen Brauer als Co-Trainer der B-Jugend des VfL Wolfsburg, ehe er im September 2019, nach dem Abgang von Thomas Reis, die A-Jugend des Vereins übernahm. Nach dem Ende der Saison 2019/20 übernahm er die zweite Mannschaft der Wolfsburger für eine Saison.
Seit Beginn der Saison 2022/23 arbeitet Bürger als Leiter der Nachwuchsabteilung wieder beim FC Carl Zeiss Jena. Am 7. November übernahm er als Interimstrainer in Nachfolge des entlassenen Andreas Patz die erste Herrenmannschaft der Jenaer.

## Persönliches
Henning Bürger ist verheiratet und Vater zweier Söhne, Luca Bürger (* 1996) und Leon Bürger (* 1999), die ebenfalls Fußballspieler wurden. Beide spielten wie ihr Vater zeitweise für Carl Zeiss Jena.